# Active Driveline

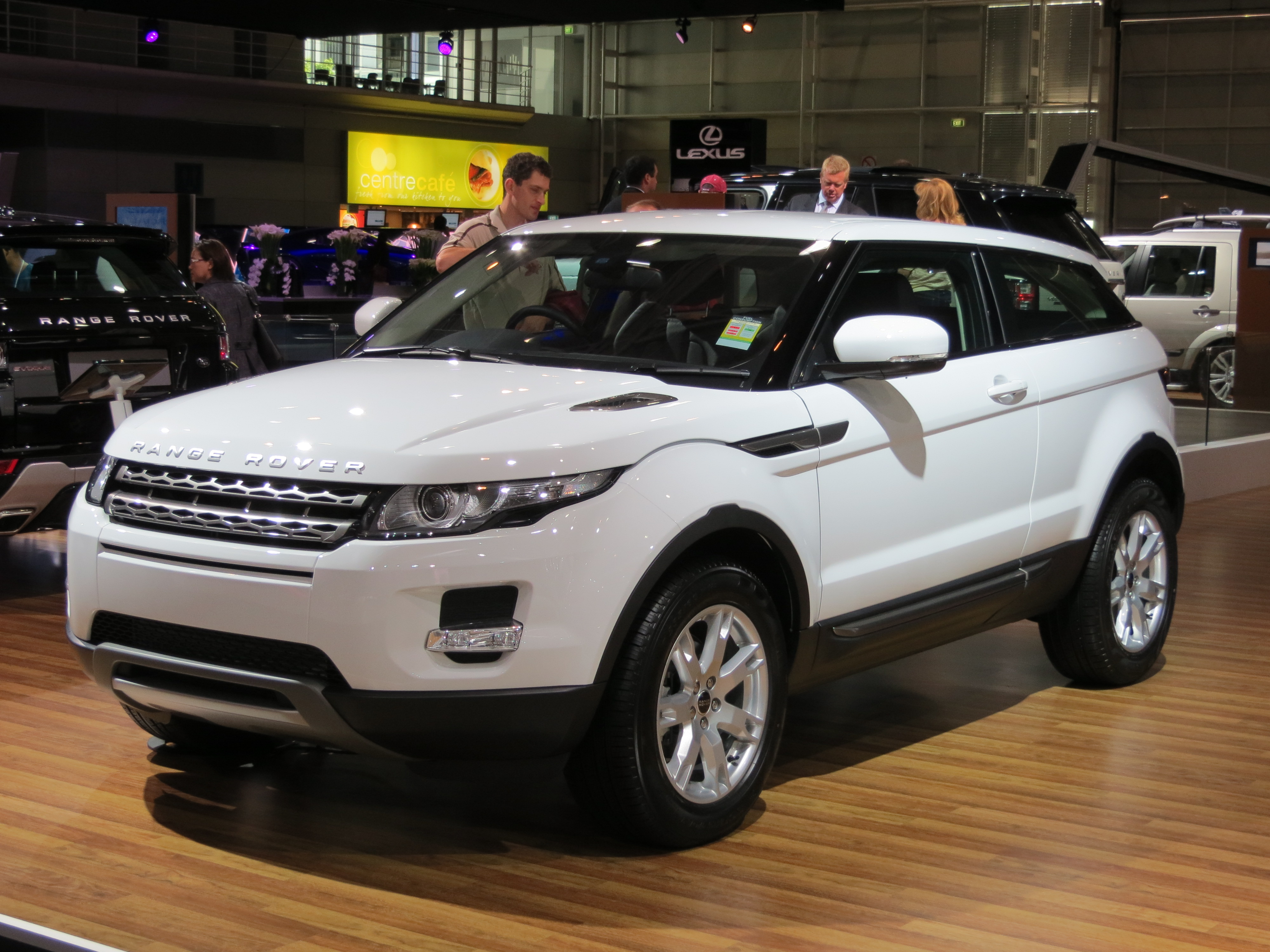
Land Rover Range Rover Evoque (Modell 2012, 3-Türer)

Die Active Driveline ist eine Allradtechnologie des Automobilherstellers Land Rover. Das System kombiniert die Funktionen Allrad-Hang-On-Kupplung, Quer-Sperrdifferenzial und Torque Vectoring (Gierunterstützung bei Kurvenfahrt) mit einer im Bedarfsfall größtmöglichen Stilllegung des Antriebsstranges. Im Vergleich zum herkömmlichen Hang-On-Allrad werden das Fahrzeugverhalten (Traktion und Handling) verbessert und der Kraftstoffverbrauch/CO2-Ausstoß reduziert.

## Bezeichnung Active Driveline
Während Land Rover die Begrifflichkeit Active Driveline bevorzugt, vermarktet der Zulieferer GKN Driveline das verwendete Allradkonzept unter dem Namen Eco Twinster. Die Teil-Formulierung „Eco“ deckt hier sinngemäß die Funktion der adaptiven Allradabschaltung ab, welche in der einschlägigen Fachliteratur auch regelmäßig als Disconnect bezeichnet wird und durch die Verminderung von Verlustleistung für eine verbesserte Öko-Bilanz des Fahrzeuges sorgen soll. Die mit einem Copyright versehene Marke „Twinster“ steht für die Realisierung des Torque Vectoring über zwei gesondert hydraulisch betätigte Reiblamellenkupplungen. Aufgrund der Baugleichheit beider Kupplungen wurde die englische Übersetzung für den deutschen Begriff Zwilling verwendet. jedoch erscheint auch aus werbetechnischer Sicht die sprachliche Nähe zu dem Wort „Twister“ als Bezeichnung für einen Sturm nicht unvorteilhaft für den Hersteller. 
Aufgrund der relativ spezifischen Merkmale des Gesamtkonzeptes ist es denkbar, dass sich bei einer Durchsetzung der Technologie ein herstellerunabhängiger Eigenname bildet. Dies ist in der Branche bislang jedoch noch nicht eindeutig geschehen, allerdings scheint sich die im Gegensatz zu „Disconnect“ positiv besetzte Formulierung „Active“ zu etablieren. So benennt der Automobilhersteller Jeep seine vom Prinzip her ähnliche Allrad-Umsetzung mit Active Drive.

## Funktionsweise

### Twinster Kupplung
Im Wesentlichen beruht das Prinzip auf einer Doppelfunktion der Twinster Kupplung. Einerseits ersetzt der Twinster die formschlüssige Drehmomentübertragung eines klassischen mechanischen Differentialgetriebes mit einem Kraftschluss über zwei Reiblamellenkupplungen, welche im Sinne einer Drehmomentverteilungs- resp. Gierregelung den Fahrsituationen entsprechend aktiviert werden. Hierdurch soll weniger Leistungs-Untersteuern bei Kurvenfahrt generiert werden, da das Drehmoment bei Bedarf stellgenau über eine autarke elektronische Steuereinheit individuell übertragen wird. 
Diese rad-selektive Drehmomentverteilung ermöglicht zum einen die Gierunterstützung bei Kurvenfahrt (das kurveninnere laufende Rad erhält weniger Drehmoment) und zum anderen wird das Traktionsverhalten deutlich verbessert, da hierdurch auch eine Querfunktion dargestellt wird. Werden beide Kupplungen geschlossen, entspricht dies einem Fahrzeug mit einem 100 % gesperrten Verteiler- und Hinterachsdifferential. In Bezug auf die Aktorik erweiterte die GKN Driveline ihre Produktpalette um die Variante eines elektro-hydraulischen Aktuators. So werden die nassen Reibkupplungen durch hydraulischen Druck beaufschlagt, welcher durch eine Motor-Pumpen Kombination erzeugt und über zwei Druckregelventile dosiert wird. Der Vorteil gegenüber etwa elektro-mechanischen Energiewandlungen liegt darin, dass die räumliche Zuordnung im Fahrzeug sehr variabel gestaltet werden kann. Zudem ist das System in der Lage, innerhalb 300 ms den Allradantrieb zuzuschalten.

### Adaptive Allradzuschaltung
Anderseits stellen die Kupplungen die Schnittstelle zur Deaktivierung des Antriebsstranges in der Hinterachse dar, indem sie den Kraftschluss im Bedarfsfall unterbrechen. Hierdurch wurde ein kompaktes und effizientes System mit möglichst wenig Bauteilen entwickelt, da in der Hinterachse keine potenziell aufwendige mechanische Abkopplung des Antriebsstranges nötig ist. 
Bezüglich der in der Vorderachse benötigten Abschaltung der Kardanwelle, hat man sich für eine konventionelle Lösung entschieden. Zum Einsatz kommt hier eine in der PTU verbaute mechanische Synchronisierung, durch welche die Massen getrennt oder eben auch radunabhängig beschleunigt werden können. Die Betätigung erfolgt über die gleiche Aktorik, welche schon für die Twinster Kupplungen zum Einsatz kommt.
Durch die bedarfsgerechte Zu- und Abschaltung lässt sich der Kraftstoff-Mehrverbrauch des Allradsystems um bis zu 80 % senken, da sich die Schleppmomente erheblich reduzieren. In einem Prototypenfahrzeug konnte im NEFZ ein Verbrauchsvorteil von 0,54 l auf 100 km nachgewiesen werden. Dies entspricht einer CO2 Einsparung von 14,2 g pro km.

## Geschichte
Die Konzeption der Active Driveline entwickelte der baden-württembergische Automobilzulieferer Getrag, die spätere Umsetzung beinhaltet im Grunde nur die konstruktive Anpassung an den Kunden Land Rover. Erstmals öffentlichkeitswirksam wurde das System im Jahre 2011 in der Automobiltechnischen Zeitschrift (ATZ) vorgestellt. In dieser und weiterer Veröffentlichungen sah Getrag das adaptive Allradsystem stets als Antwort auf die sich zum damaligen Zeitpunkt schon abzeichnende Verschärfung der CO2 Reglements.
Hinsichtlich des in der Active Driveline verwendeten Modules „Twinster-Kupplung“ wurde ein generell gesteigertes Marketing betrieben, so entwickelte Getrag bereits 2004 auf Basis des Mini Cooper S ein Allradsystem mit Twinster. Durch den Einbau der Twinster Kupplung in dem ohnehin bereits sehr fahragilen BMW Mini sollte durch den Prototyp eine weitere Erhöhung der Fahrsicherheit und -dynamik durch die ausgeprägte Gierregelung demonstriert werden. Die Fachpresse reagierte hierauf positiv und bescheinigte dem Fahrzeug bei Kurvenfahrt deutlich weniger zu untersteuern und sich erheblich neutraler zu verhalten, was mit dem subjektiven Empfinden eines höheren Fahrspaßes einhergehe.
Im Jahre 2011 übernahm die GKN Driveline den Geschäftsbereich Antriebsstrang-Produkte der Getrag KG und damit auch die Weiterentwicklung der Active Driveline. Der vorläufige Durchbruch der Technologie erfolgte 2013 durch die Serienanwendung im Range Rover Evoque, welcher seine 2.0 Liter Benzinmotorisierung mit der Active Driveline kombiniert, während die Dieselvarianten einen konventionellen Allradantrieb verwenden. Im Range Rover Discovery Sport, Modelljahr 2015, wird die Active Driveline für die starken Dieselmotoren (optional) und den Benziner (Standard) angeboten.
Die Active Driveline wurde zum Zeitpunkt ihrer Einführung weitgehend als Innovation anerkannt, so schaffte das System es in den Kreis der Finalisten zur Preisvergabe der Pace Awards 2014. Bestätigt fühlen konnten sich die Entwickler durch die Konkurrenz, welche Systeme zur Stilllegung der Längswelle ebenso in ihr Portfolio aufnahmen. Tatsächlich zeigte sich der Jeep Cherokee als erster Anbieter eines abschaltbaren Allradantriebs auf dem Markt, die Serieneinführung des von dem Zulieferer American Axle & Manufacturing produzierten Allradantriebes gelang im Jahr 2013 wenige Wochen vor der Vorstellung des Land Rover Evoque.